# چتیسگر
چَتیسگَر (به زبان چتیسگری و هندی: छत्तीसगढ़) یکی از ایالات کشور هند است. این ایالت در مرکز کشور هند است و از نظر وسعت دهمین ایالت هند به‌شمار می‌رود. مساحت چتیسگر ۱۳۵٬۱۹۴ کیلومتر مربع است و جمعیت آن ۲۸ میلیون نفر است. این استان هفدهمین استان پرجمعیت کشور است و منبع برق و فولاد هند به‌شمار می‌رود. چتیسگر یکی از ایالت‌های پر شتاب توسعه در هند است.
مرکز آن شهر رایپور است.
این ایالت در روز اول نوامبر سال ۲۰۰۰ از ایالت مادیا پرادش جداشد.
نام چتیسگر در هندی به معنی سی‌وشش دژ است (چَتیس: ۳۶ + گَر: دژ). بیشتر مردم چتیسگر به زبان چتیسگری که از زبان‌های هندوآریایی است گویش می‌کنند. مردم باستار در جنوب ایالت به زبانی دراویدی صحبت می‌کنند.